# Clypeococcum hypocenomycis
Clypeococcum hypocenomycis är en lavart som beskrevs av David Leslie Hawksworth. Clypeococcum hypocenomycis ingår i släktet Clypeococcum, och familjen Dacampiaceae. Arten är reproducerande i Sverige.